# Oddington (Oxfordshire)
Pour les articles homonymes, voir Oddington.
Oddington est une paroisse civile et un village de l'Oxfordshire, en Angleterre.